# Барон Ботро
Барон Ботро (англ. Baron Botreaux) — згаслий спадковий титул в системі Перства Англії.

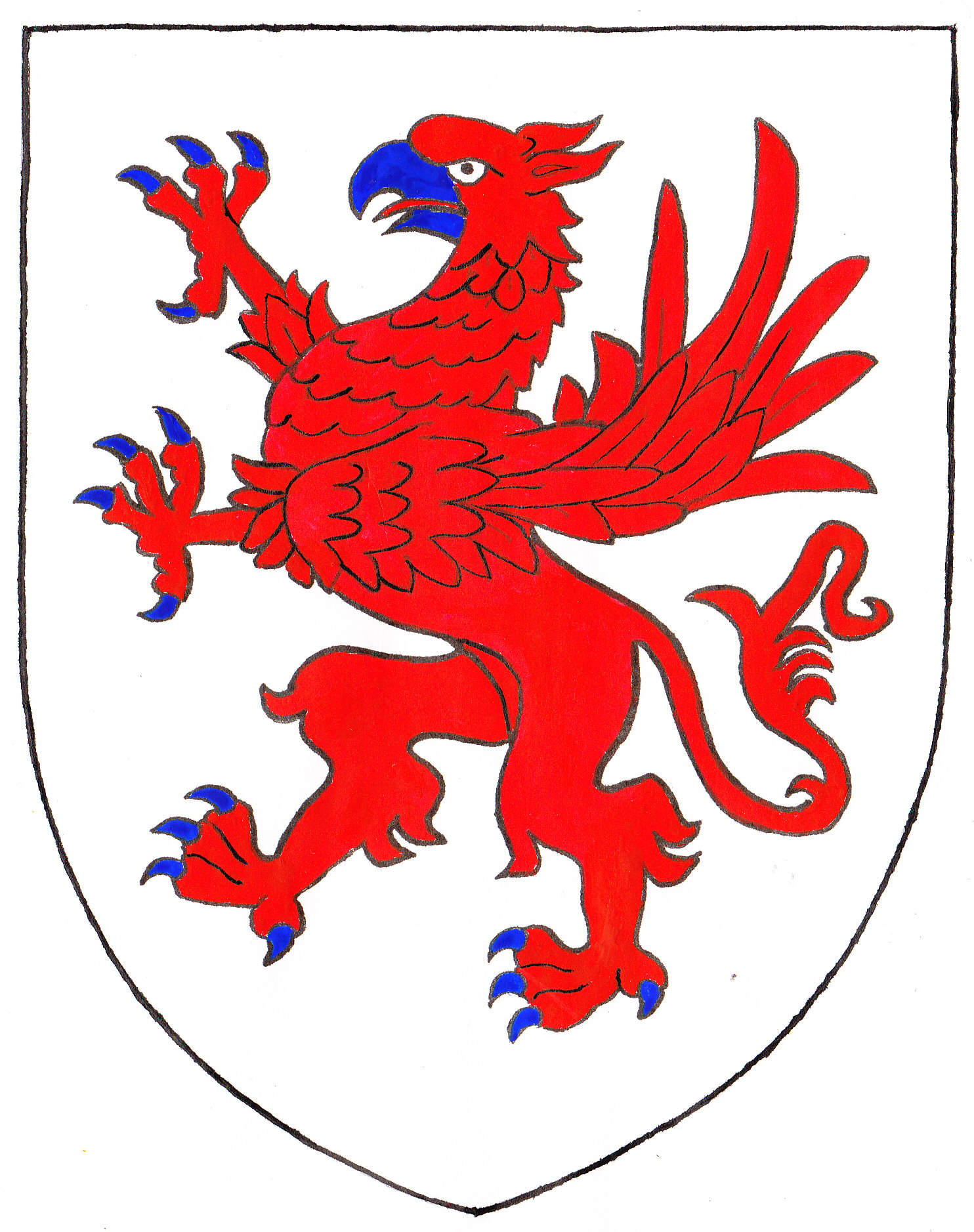
Герб роду де Ботро, перших баронів Ботро

## Історія
Титул барона Ботро був створений англійським королем Едуардом III 24 лютого 1368 року для Вільяма де Ботро (1337 — 1391).

У 1462 році після смерті Вільяма де ботро, 3-го барона Ботро (1389 — 1462), баронство успадкувала його дочка, Маргарет де Ботро, 4-а баронеса Ботро (пом. 1477). Вона пережила сина та онука, тому баронський титул перейшов до її правнучки, Мері Ганґерфорд, 5-й баронесі Ботро (1468 — 1520). Мері Ганґерфорд вийшла заміж за Едварда Гастінгса, 2-го барона Гастінгса (1466 — 1506). Його син та наступник, Джордж Гастінгс, 3-й барон Гастінгс (1488 — 1544), після смерті своєї матері успадкував титули барона Ганґерфорда, барона де Моліна та барона Ботро. В 1529 році для Джорджа Гастінгса був створений титул графа Гантінґдона.

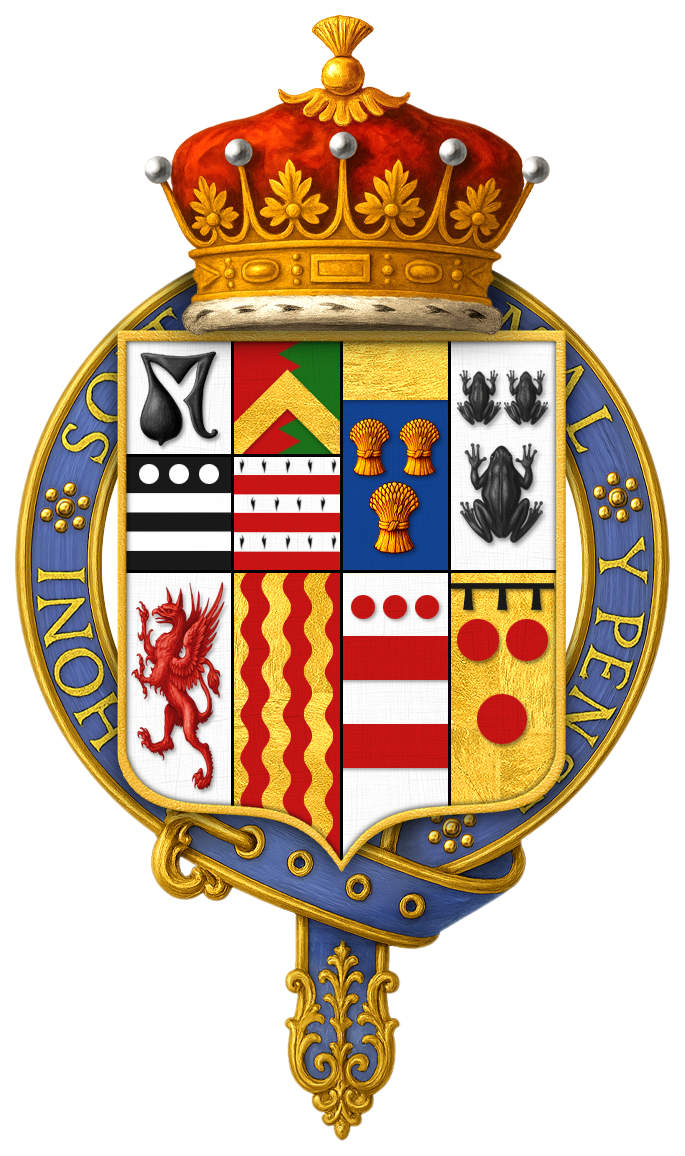
Герб сера Френсіса Гастінгса, 2-го графа Гантінґдона (1514 — 1561)

Після смерті Мері Гастінгс, 5-ї баронеси Ботро, баронський титул протягом 214 років перебував у руках графів Гантінґдон. В 1746 році після смерті 9-го графа Гантінґдона баронський титул перейшов до його дочки Елізабет Роудон, яка стала 16-ою баронесою Ботро. Елізабет Роудон вийшла заміж за Джона Роудона, 1-ого графа Мойри. Їх старший син, Френсіс Роудон-Гастінгс, 2-й граф Мойри, отримав у 1817 році титул маркіза Гастінгса.
В 1808 році після смерті Елізабет Роудон, 16-ї баронеси Ботро (1731 — 1808), маркізи Гастінгс володіли баронським титулом до 1868 року, коли він потрапив в стан очікування після смерті 4-го маркіза Гастінгса. У 1871 році баронство отримала Едіт Роудон-Гастінгс, 10-а графиня Лаудон (1833 — 1874), сестра 4-го маркіза Гастінгса, яка стала 21-ю баронесою Ботро. Її наслідував її син Чарльз Роудон-Гастінгс, 11-й граф Лаудон (1855 — 1920). Після його смерті в 1920 році баронський титул опинився в стані очікування. Але вже в 1921 році баронство отримала його племінниця, Едіт Ебні-Гастінгс, 12-а графиня Лаудон (1883 — 1960), дочка майора вельмишановного Пауліна Френсіса Катберта Ебні-Гастінгса (1856 — 1907) та онука Едіт Роудон-Гастінгс, 10-ї графині Лаудон. В 1960 році після смерті 12-ї графині Лаудон баронський титул опинився в стані очікування між її дочками.

## Барони Ботро
| Ім'я                                                          | Портрет | Роки правління | Титул                                    | Примітки |
| ------------------------------------------------------------- | ------- | -------------- | ---------------------------------------- | --- |
| Вільям де Ботро (1 вересня 1337 — 10 серпня 1391)             |         | 1368—1391      | 1-й барон Ботро                          | Син та спадкоємець Вільяма де Ботро                                                                                                   |
| Вільям де Ботро (1367 — 25 травня 1395)                       |         | 1391—1395      | 2-й барон Ботро                          | Старший син попереднього |
| Вільям де Ботро (20 лютого 1389 — 16 травня 1462)             |         | 1395—1462      | 3-й барон Ботро                          | Єдиний син попереднього |
| Маргарет Ганґерфорд (приблизно 1412 — 7 лютого 1477 або 1478) |         | 1462—1477      | 4-а баронеса Ботро                       | Друга (молодша) дочка попереднього. Дружина Роберта Ганґерфорда, 2-го барона Ганґерфорда (1409—1459)                                  |
| Мері Гастінгс (пом. 1520)                                     |         | 1477—1520      | 5-а баронеса Ботро                       | Єдина дочка сера Томаса Ганґерфорда з Роудена (пом. 1469), онука Роберта Ганґерфорда, 3-го барона Ганґерфорда, правнучка попереднього |
| Джордж Гастінгс (1488 — 24 березня 1544)                      |         | 1520—1544      | 6-й барон Ботро, 1-й граф Гантінґдон     | Старший син попередньої |
| Френсіс Гастінгс(1514 — 20 червень 1560)                      |         | 1544—1560      | 7-й барон Ботро, 2-й граф Гантінґдон     | Старший син попереднього |
| Генрі Гастінгс(1536 — 14 грудня 1595)                         |         | 1560—1595      | 8-й барон Ботро, 3-й граф Гантінґдон     | Старший син попереднього |
| Джордж Гастінгс(1540 — 30 грудня 1604)                        |         | 1595—1604      | 9-й барон Ботро, 4-й граф Гантінґдон     | Молодший брат попереднього |
| Генрі Гастінгс(24 квітня 1586 — 14 листопада 1643)            |         | 1604—1643      | 10-й барон Ботро, 5-й граф Гантінґдон    | Старший син Френсіса Гастінгса, лорда Гастінгса (1560—1595), старшого сина попереднього                                               |
| Фердинандо Гастінгс(18 січня 1609 — 13 лютого 1656)           |         | 1643—1656      | 11-й барон Ботро, 6-й граф Гантінґдон    | Старший син попереднього |
| Теофіліус Гастінгс (10 грудня 1650 — 30 травня 1701)          |         | 1656—1701      | 12-й барон Ботро, 7-й граф Гантінґдон    | Сетвертий (молодший) син попереднього                                                                                                 |
| Джордж Гастінгс (1677—1705)                                   |         | 1701—1705      | 13-й барон Ботро, 8-й граф Гантінґдон    | другий син попереднього від першого шлюбу                                                                                             |
| Теофіліус Гастінгс (12 листопада 1696 — 13 жовтня 1746)       |         | 1705—1746      | 14-й барон Ботро, 9-й граф Гантінґдон    | Зведений брат попереднього |
| Фрэнсіс Гастінгс (13 березня 1729 — 2 жовтня 1789)            |         | 1746—1789      | 15-й барон Ботро, 10-й граф Гантінґдон   | Старший син попереднього |
| Елізабет Роудон (23 березня 1731 — 11 квітня 1808)            |         | 1789—1808      | 16-а баронеса Ботро                      | Молодша сестра попереднього, дружина Джона Роудона, 1-го графа Мойри (1720—1793)                                                      |
| Фрэнсіс Роудон-Гастінгс (9 грудня 1754 — 28 листопада 1826)   |         | 1808—1826      | 17-й барон Ботро, 1-й маркіз Гастінгс    | Старший син попередніх |
| Джордж Роудон-Гастінгс (4 лютого 1808 — 13 січня 1844)        |         | 1826—1844      | 18-й барон Ботро, 2-й маркіз Гастінгс    | Старший син попереднього |
| Паулін Роудон-Гастінгс (2 червня 1832 — 17 січня 1851)        |         | 1844—1851      | 19-й барон Ботро, 3-й маркіз Гастінгс    | Старший син попереднього |
| Генрі Роудон-Гастінгс (22 червня 1842 — 10 листопада 1868)    |         | 1851—1868      | 20-й барон Ботро, 4-й маркіз Гастінгс    | Молодший брат попереднього. З 1868 року титул в стані очікування                                                                      |
| Едіт Мод Роудон-Гастінгс (10 грудня 1833 — 23 січня 1874)     |         | 1871—1874      | 21-а баронеса Ботро, 10-а графиня Лаудон | Старша сестра попереднього |
| Чарльз Едвард Роудон-Гастінгс (5 січня 1855 — 17 травня 1920) |         | 1874—1920      | 22-й барон Ботро, 11-й граф Лаудон       | Старший син попередньої. |
| З 1920 року титул в стані очікування.                         |         |                |                                          | |
| Едіт Ебні-Гастінгс (13 травня 1883 — 24 лютого 1960)          |         | 1921—1960      | 23-а баронеса Ботро, 12-а графиня Лаудон | Старша дочка майора Пауліна Ебні-Гастінгса (1856—1907), племінниця попереднього.                                                      |
| З 1960 року титул в стані очікування.                         |         |                |                                          | |

## Можливі спадкоємці титулу
- Саймон Ебні-Гастінгс, 15-й граф Лаудон (нар. 29 жовтня 1974), старший син Майкла Едварда Ебні-Гастінгса, 14-го графа Лаудона (1942 — 2012), онук Едіт Ебні-Гастінгс, 20-й баронеси Гастінгс[24]
- Шііна Вільямс (нар. 9 травня 1941), єдина дочка леді Джейн Гаддслстон Кемпбелл (нар. 1920), другої дочки Едіт Ебні-Гастінгс, від першого шлюбу з Едгаром Райтом Уекфільдом. З 1968 року дружина Дональда Рассела Вільямса[25]
- Флора Енн Мадлен Пурді (нар. 12 червня 1957), єдина дочка леді Джейн Гаддслстон Кемпбелл Ебні-Гастінгс (нар. 1920), другої дочки Едіт Ебні-Гастінгс, від другого шлюбу з капітаном Артуром Олександром Габблом (пом. 1979). 1-й чоловік з 1975 року Джон Роберт Керр (розлучення 1992), 2-й чоловік з 2001 року Джеймс Клемент Флемінг Пурді[26]
- Норман Ангус Макларен (нар. 6 травня 1948), старший син майора Девіда Кеттета Макларена (пом. 2000) і леді Едіт Гаддлстон Ебні-Гастінгс (1925-2006), онук Едіт Ебні-Гастінгс, 20-ї баронеси Гастінгс[27].